# Planetella extrema
Planetella extrema är en tvåvingeart som först beskrevs av Walker 1835.  Planetella extrema ingår i släktet Planetella och familjen gallmyggor. Inga underarter finns listade i Catalogue of Life.